# Survivor Series (1990)
Survivor Series (1990) — четвёртое в истории PPV-шоу Survivor Series, производства американского рестлинг-промоушна World Wrestling Federation (WWF). Шоу прошло 22 ноября 1990 года в «Хартфорд Цивик-центр» в Хартфорде, Коннектикут, США.
Это шоу хорошо известно благодаря дебюту на экране Гробовщика, который впоследствии стал одной из самых легендарных фигур в компании. Гробовщик выступал в WWF (переименованную в 2002 году в WWE) в течение следующих 30 лет, установив рекорд компании. Церемония завершения его карьеры состоялась на Survivor Series 2020 года, ровно 30 лет спустя.

## Результаты
| №                        | Матч | Тип матча                | Время |
| ------------------------ | --- | ------------------------ | ----- |
| 1Т                       | Шейн Дуглас победил Бадди Роуза | Одиночный матч           | -     |
| 2                        | «Воины» (Последний воин, Ястреб, Зверь и Техасское Торнадо) победили «Совершенную команду» (Мистер Совершенство, Экс, Смэш и Краш) (с Бобби Хинаном и Мистером Фудзи)                                             | Матч Survivor Series 4х4 | 14:20 |
| 3                        | «Команда на миллион долларов» (Тед Дибиаси, Гробовщик, Хонки-тон Мен и Грег Валентайн) (с Вирджилом, Братом Лавом и Джимми Хартом) победили «Команду мечты» (Дасти Роудс, Коко Б. Уэр, Брет Харт и Джим Нейдхарт) | Матч Survivor Series 4х4 | 13:54 |
| 4                        | «Визионеры» (Рик Мартел, Варлорд, Геркулес и Пол Рома) (со Сликом) победили «Гадюк» (Джейк Робертс, Джимми Снука, Шон Майклз и Марти Джаннетти)                                                                   | Матч Survivor Series 4х4 | 17:42 |
| 5                        | «Халкаманьяки» (Халк Хоган, Джим Дагган, Биг Босс Мен и Буксир) победили «Стихийные бедствия» (Землетрясение, Хаку, Дино Браво и Варвар) (с Джимми Хартом и Бобби Хинаном)                                        | Матч Survivor Series 4х4 | 14:49 |
| 6                        | «Альянс» (Николай Волков, Тито Сантана, Люк и Буч) победил «Наёмников» (Сержант Слотер, Борис Жуков, Сато и Танака) (с Генералом Аднаном и Мистером Фудзи)                                                        | Матч Survivor Series 4х4 | 10:52 |
| 7                        | Халк Хоган, Последний воин и Тито Сантана победили Теда Дибиаси, Рика Мартела, Варлорда, Геркулеса и Пола Рома (с Вирджилом и Сликом)                                                                             | Матч Survivor Series 3х5 | 9:07  |
| Т — означает тёмный матч | |                          |       |